# Darcythompsoniidae
Darcythompsoniidae é uma família de crustáceos da ordem Harpacticoida.